# Bob Staak
Bob Staak, né le 22 décembre 1947, à Darien, au Connecticut, est un ancien joueur et entraîneur américain de basket-ball. Il évolue aux postes d'arrière et d'ailier.